# フランソワーズ・マリー・ド・ブルボン

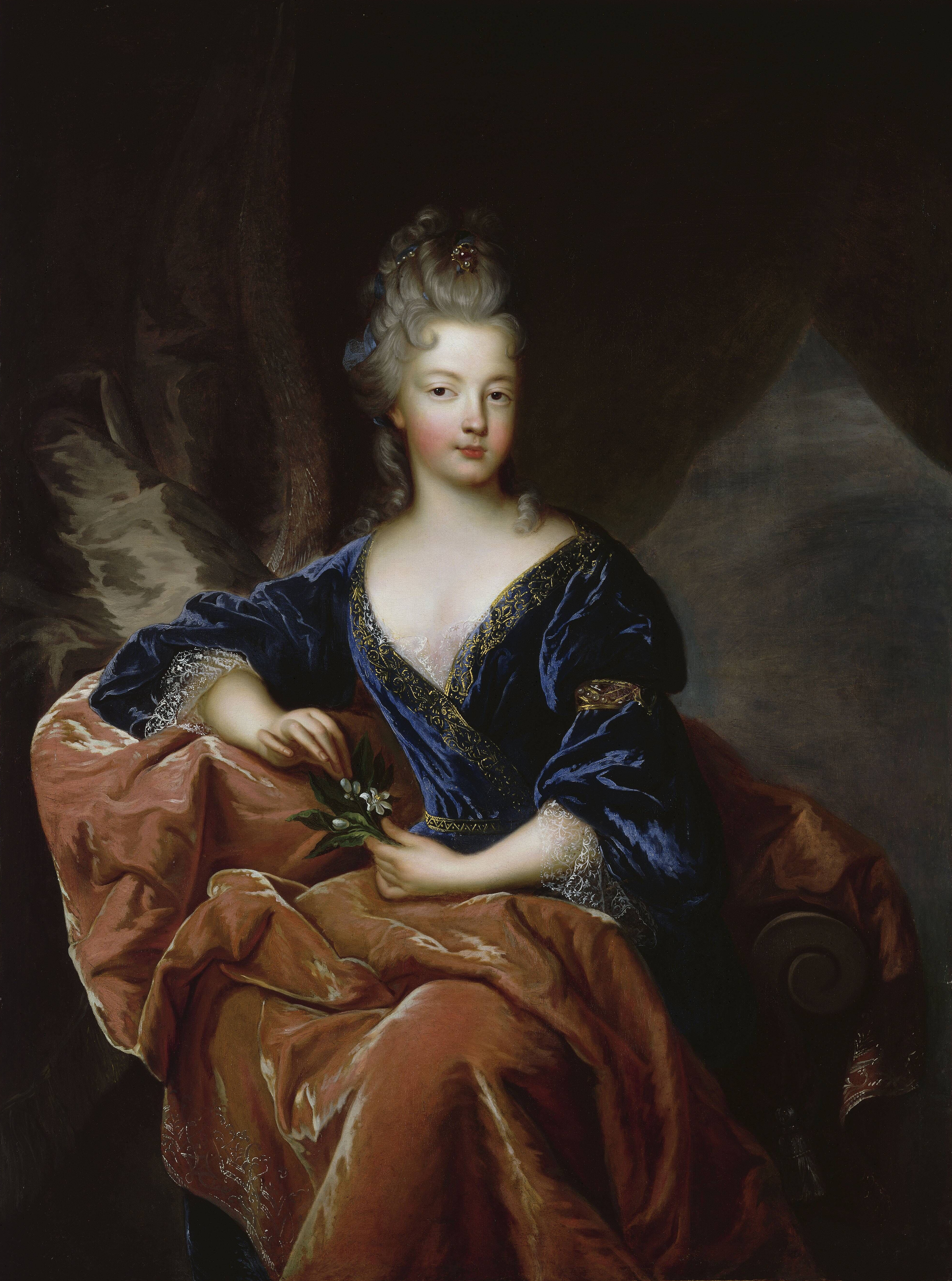
フランソワーズ・マリー・ド・ブルボン（フランソワ・ド・トロワ画）

フランソワーズ・マリー・ド・ブルボン（Françoise Marie de Bourbon, 1677年5月4日 - 1749年2月1日）は、オルレアン公フィリップ2世の妻。“ラ・セコンド・マドモワゼル・ド・ブロワ”（La seconde Mademoiselle de Blois, 第二ブロワ令嬢）と呼ばれた。

## 生涯
ルイ14世とモンテスパン夫人の庶子として生まれ、1681年に認知された。ブージヴァル等で育ち、1692年1月9日に、当時シャルトル公だった従兄フィリップと結婚する。王から200万リーヴルの持参金がつけられたが、夫と義母エリザベートの先入観をなくすには不十分な額だった。フランソワーズの母親は、ラ・ヴォワザンの毒殺事件に関係してから急激に寵愛を失っており、そんな醜聞を引き起こした人物の娘と、王弟オルレアン公フィリップ1世の長子との縁組みは不釣り合いであると、エリザベートは考えていた。
フランソワーズはフィリップとの間に8子を生んだ。フィリップは妻を裏切って多くの愛妾を持ち、妻を放置していた。1701年、フィリップがオルレアン公となり、その結果フランス宮廷でのフランソワーズの地位は、王太子妃マリー・アデライードに次いで2番目ということになった。しかし、フランソワーズはそういった晴れがましい立場を面倒に思い、体調が悪いという理由をつけて、自室で友人の女性らに取り巻かれて時間を過ごしていた。
フランソワーズは、4歳年上の姉ルイーズ・フランソワーズ（コンデ公ルイ3世の妻）と互いを妬み、張り合っていた。1710年には、王太子ルイ（グラン・ドーファン）の三男ベリー公シャルルがどちらの娘に結婚を申し込むかで喧嘩した。フランソワーズは、王太子妃マリー・アデライードはもちろん、マントノン夫人にまで根回しをし、結局フランソワーズの次女マリー・ルイーズがベリー公と結婚した。
1715年、ルイ14世が亡くなると、幼いルイ15世の補佐するため夫が摂政となった。1721年に四女ルイーズ・エリザベートがスペイン王ルイス1世と結婚すると、フランソワーズは大変喜んだという。1723年に夫フィリップが死ぬと、サン＝クルー城に引退し、そこで1749年に死んだ。

## 子女
- 女児（1693年 - 1694年）
- マリー・ルイーズ（1695年 - 1719年）　ベリー公シャルル妃
- ルイーズ・アデライード（1698年 - 1743年）
- シャルロット・アグラエ（1700年 - 1761年）　モデナ公フランチェスコ3世妃
- ルイ（1703年 - 1752年）　オルレアン公
- ルイーズ・エリザベート（1709年 - 1742年）　スペイン王ルイス1世妃
- フィリッピーヌ・エリザベート（1714年 - 1734年）
- ルイーズ・ディアーヌ（1716年 - 1736年）　コンティ公ルイ・フランソワ1世妃